# Netelia exareolata
Netelia exareolata är en stekelart som först beskrevs av Meyer 1933.  Netelia exareolata ingår i släktet Netelia och familjen brokparasitsteklar. Inga underarter finns listade i Catalogue of Life.